# Ciboria aestivalis
Ciboria aestivalis är en svampart som först beskrevs av James Barklay Pollock, och fick sitt nu gällande namn av Whetzel 1935. Ciboria aestivalis ingår i släktet Ciboria och familjen Sclerotiniaceae.   Inga underarter finns listade i Catalogue of Life.